# Оранжерийна белокрилка
Оранжерийните белокрилки (Trialeurodes vaporariorum) са вид насекоми от семейство Белокрилки (Aleyrodidae).
Таксонът е описан за пръв път от Джон Обадая Уестуд през 1856 година.